# Чувилино
Чувилино (укр. Чувилине) — село, Новоалександровский сельский совет, Днепровский район, Днепропетровская область, Украина.
Код КОАТУУ — 1221486208. Население по состоянию на  2020 года составляло 1 человек.

## Географическое положение
Село Чувилино находится в балке Исаева, на расстоянии в 2 км от села Гончарка (Солонянский район) и в 3-х км от села Зелёный Гай.
По селу протекает пересыхающий ручей с запрудой.